# Zenobianopsis rotundicauda
Zenobianopsis rotundicauda is een pissebed uit de familie Holognathidae. De wetenschappelijke naam van de soort is voor het eerst geldig gepubliceerd in 1967 door Kussakin.